# プリモシーン
プリモシーン (Primo Scene)は、日本の競走馬。主な勝ち鞍は2018年の関屋記念 (GIII)、フェアリーステークス (GIII)、2020年の東京新聞杯 (GIII)。馬名の意味は「最高（伊）＋場面」。
母モシーンはオーストラリアでクラウンオークスなどGIを4勝の名牝。本馬はその2番仔にあたる。

## 戦績

### デビュー前
2015年4月27日、北海道安平町のノーザンファームで誕生。一口馬主法人「シルクホースクラブ」から「モシーンの15」として総額5,500万円（1口11万円×500口）で募集された。

### 2歳 (2017年)
美浦・木村哲也厩舎に入厩。9月17日の新馬戦で戸崎圭太とのコンビでデビューし、単勝1.7倍の断然人気に推されるが、大外から追い込んだトーセンブレスに差し切られて2着となる。続く未勝利戦では北村宏司が手綱を取り、テトラドラクマとの激しい叩き合いを制して初勝利を挙げた。上がり3Fは2位をコンマ8秒も上回る33秒2だった。

### 3歳 (2018年)
フェアリーステークス (GIII)では中団追走から直線鮮やかに抜け出し、2着スカーレットカラーに1馬身1/4の差をつけて重賞初制覇を飾った。
桜花賞 (GI)はスタートで大きく出遅れ、最後方からの競馬となる。直線では内を突くが前が壁になり、不完全燃焼のまま10着に敗れた。続くNHKマイルカップ(GI)でもゲートをスムーズに出ることが出来ずに後方からの競馬となり、最後は差を詰めたものの5着に終わった。
次戦には51キロで出走可能な関屋記念 (GIII)を選択。中団待機から直線で末脚を伸ばし、ワントゥワンの追撃をクビ差凌いで1番人気に応えた。勝ち時計1分31秒6はコースレコードから0.1秒差の好時計で、3歳牝馬による同レース制覇は1985年タカラスチール、1987年クールハートに次ぐ31年ぶり3頭目であった。トライアルをパスして秋華賞に直行したが、位置取りが後ろになりすぎたことが響いて7着に終わった。マイル戦に戻ったターコイズステークス (GIII)では1番人気に推されたが、4コーナーで前が壁になり、脚を余す形で8着に敗れた。

### 4歳 (2019年)
古馬初戦はダービー卿チャレンジトロフィー (GIII)に福永祐一との初コンビで出走。3番人気となったが、中団から直線脚を伸ばし、勝ち馬にクビ差及ばなかったものの2着に健闘した。
次走のヴィクトリアマイルは同世代の阪神JF勝ち馬ラッキーライラックなどの実績馬が集まった中4番人気に推されると、直線でメンバー上がり最速の末脚を見せたがレコード勝ちの1着ノームコアにクビ差届かず2戦連続2着に惜敗した。
夏の中京記念ではここ最近の実績が評価され1番人気に推される。レースでは直線で一時先頭に躍り出るも、牝馬ながら重いハンデを負わされたことが響いてか3着に敗れた。
秋は府中牝馬ステークスに出走。先のヴィクトリアマイルで1番人気に推されたラッキーライラックを抑えて1番人気に支持されたが、直線で全く伸びず15着のしんがり負けを喫した。次戦のマイルチャンピオンシップでは鞍上にウィリアム・ビュイックを配したが、11着に敗れた。

### 5歳 (2020年)
2月9日の東京新聞杯では中団追走から直線で鋭く脚を伸ばし、最後はシャドウディーヴァに半馬身差をつけ重賞3勝目をマークした。続くダービー卿チャレンジトロフィーは中団のやや後方から追い上げてくるも5着に終わる。5月17日のヴィクトリアマイルはダミアン・レーンを鞍上に迎えるも、見せ場なく8着と惨敗する。その後、8月の関屋記念では15着、初のスプリント戦となった11月の京阪杯では10着と精彩を欠いた。

### 6歳（2021年）
1月31日のシルクロードステークスで始動するも12着と大敗。翌2月1日、このレースを最後に引退することが発表され、2月3日付で競走馬登録を抹消された。引退後はノーザンファーム空港牧場で繁殖牝馬となる。

## 競走成績
以下の内容は、netkeiba.comの情報に基づく。
| 競走日     | 競馬場 | 競走名             | 格   | 距離（馬場）  | 頭 数 | 枠 番 | 馬 番 | オッズ （人気） | 着順 | タイム （上がり3F） | 着差 | 騎手          | 斤量 [kg] | 1着馬（2着馬）         | 馬体重 [kg] |
| ---------- | ------ | ------------------ | ---- | ------------- | ----- | ----- | ----- | --------------- | ---- | ------------------- | ---- | ------------- | --------- | ---------------------- | ----------- |
| 2017.09.17 | 中山   | 2歳新馬            |      | 芝1600m（良） | 16    | 2     | 4     | 001.70（1人）   | 02着 | R1:37.8（35.8）     | -0.3 | 0戸崎圭太     | 54        | トーセンブレス         | 470         |
| 0000.10.09 | 東京   | 2歳未勝利          |      | 芝1600m（良） | 13    | 5     | 7     | 001.30（1人）   | 01着 | R1:34.2（33.2）     | -0.1 | 0北村宏司     | 54        | （テトラドラクマ）     | 474         |
| 2018.01.07 | 中山   | フェアリーS        | GIII | 芝1600m（良） | 16    | 7     | 14    | 004.60（2人）   | 01着 | R1.34.6（34.5）     | -0.2 | 0戸崎圭太     | 54        | （スカーレットカラー） | 482         |
| 0000.04.08 | 阪神   | 桜花賞             | GI   | 芝1600m（良） | 17    | 7     | 15    | 023.40（6人）   | 10着 | R1:34.0（34.3）     | -0.9 | 0戸崎圭太     | 55        | アーモンドアイ         | 478         |
| 0000.05.06 | 東京   | NHKマイルC         | GI   | 芝1600m（良） | 18    | 3     | 5     | 010.80（5人）   | 05着 | R1:33.0（34.0）     | -0.2 | 0戸崎圭太     | 55        | ケイアイノーテック     | 478         |
| 0000.08.12 | 新潟   | 関屋記念           | GIII | 芝1600m（良） | 15    | 7     | 12    | 004.10（1人）   | 01着 | R1.31.6（33.4）     | -0.0 | 0北村宏司     | 51        | （ワントゥワン）       | 488         |
| 0000.10.14 | 阪神   | 秋華賞             | GI   | 芝2000m（良） | 17    | 8     | 16    | 022.00（6人）   | 07着 | R1:59.1（33.8）     | -0.6 | 0北村宏司     | 55        | アーモンドアイ         | 494         |
| 0000.12.15 | 中山   | ターコイズS        | GIII | 芝1600m（良） | 16    | 5     | 10    | 003.10（1人）   | 08着 | R1:33.0（35.2）     | -0.3 | 0W.ビュイック | 55        | ミスパンテール         | 500         |
| 2019.03.30 | 中山   | ダービー卿CT       | GIII | 芝1600m（良） | 16    | 6     | 12    | 007.10（3人）   | 02着 | R1:31.7（34.0）     | -0.0 | 0福永祐一     | 55        | フィアーノロマーノ     | 498         |
| 0000.05.12 | 東京   | ヴィクトリアマイル | GI   | 芝1600m（良） | 18    | 5     | 9     | 006.40（4人）   | 02着 | R1:30.5（33.0）     | -0.0 | 0福永祐一     | 55        | ノームコア             | 498         |
| 0000.07.21 | 中京   | 中京記念           | GIII | 芝1600m（稍） | 16    | 4     | 7     | 002.80（1人）   | 03着 | R1:33.7（35.0）     | -0.1 | 0福永祐一     | 55.5      | グルーヴィット         | 494         |
| 0000.10.14 | 東京   | 府中牝馬S          | GII  | 芝1800m（稍） | 15    | 7     | 14    | 003.60（1人）   | 15着 | R1:46.0（34.9）     | -1.5 | 0福永祐一     | 54        | スカーレットカラー     | 506         |
| 0000.11.17 | 京都   | マイルCS           | GI   | 芝1600m（良） | 17    | 4     | 8     | 041.20（9人）   | 11着 | R1:33.9（34.5）     | -0.9 | 0W.ビュイック | 55        | インディチャンプ       | 496         |
| 2020.02.09 | 東京   | 東京新聞杯         | GIII | 芝1600m（良） | 16    | 1     | 1     | 007.80（4人）   | 01着 | R1.33.0（33.6）     | -0.1 | 0M.デムーロ   | 56        | （シャドウディーヴァ） | 504         |
| 0000.04.04 | 中山   | ダービー卿CT       | GIII | 芝1600m（良） | 16    | 4     | 7     | 002.40（1人）   | 05着 | R1:33.3（35.2）     | -0.5 | 0M.デムーロ   | 56        | クルーガー             | 500         |
| 0000.05.17 | 東京   | ヴィクトリアマイル | GI   | 芝1600m（良） | 16    | 3     | 5     | 007.50（2人）   | 08着 | R1:32.0（33.4）     | -1.4 | 0D.レーン     | 55        | アーモンドアイ         | 496         |
| 0000.08.16 | 新潟   | 関屋記念           | GIII | 芝1600m（良） | 18    | 1     | 1     | 005.50（2人）   | 15着 | R1.34.6（35.5）     | -1.7 | 0福永祐一     | 56        | サトノアーサー         | 506         |
| 0000.11.29 | 阪神   | 京阪杯             | GIII | 芝1200m（良） | 16    | 2     | 4     | 018.30（8人）   | 10着 | R1:08.9（34.1）     | -0.7 | 0北村宏司     | 56        | フィアーノロマーノ     | 510         |
| 2021.01.31 | 中京   | シルクロードS      | GIII | 芝1200m（良） | 18    | 4     | 8     | 064.4（14人）   | 12着 | R1:09.0（34.1）     | -0.7 | 0岩田望来     | 56        | シヴァージ             | 512         |

## 繁殖成績
|       | 馬名               | 生年   | 性 | 毛色   | 父                 | 馬主                   | 厩舎             | 戦績           |
| ----- | ------------------ | ------ | -- | ------ | ------------------ | ---------------------- | ---------------- | -------------- |
| 初仔  | プリモシークエンス | 2022年 | 牡 | 黒鹿毛 | エピファネイア     | （有）シルクレーシング | 美浦・木村哲也   | 1戦0勝（引退） |
| 2番仔 | プリモマーレ       | 2023年 | 牝 | 鹿毛   | ロードカナロア     | （有）シルクレーシング | 栗東・中内田充正 | （デビュー前） |
| 3番仔 | プリモシーンの2024 | 2024年 | 牝 | 鹿毛   | サートゥルナーリア |                        |                  |                |

- 2025年4月11日現在

## 血統表
| プリモシーンの血統              | プリモシーンの血統                                   | プリモシーンの血統             | （血統表の出典）               | （血統表の出典）      |
| 父系                            | サンデーサイレンス系                                 | サンデーサイレンス系           | サンデーサイレンス系           | [ § 2 ]               |
| 父 ディープインパクト 2002 鹿毛 | 父の父*サンデーサイレンス Sunday Silence 1986 青鹿毛 | Halo                           | Hail to Reason                 | Hail to Reason        |
| 父 ディープインパクト 2002 鹿毛 | 父の父*サンデーサイレンス Sunday Silence 1986 青鹿毛 | Halo                           | Cosmah                         |                       |
| 父 ディープインパクト 2002 鹿毛 | 父の父*サンデーサイレンス Sunday Silence 1986 青鹿毛 | Wishing Well                   | Understanding                  | Understanding         |
| 父 ディープインパクト 2002 鹿毛 | 父の父*サンデーサイレンス Sunday Silence 1986 青鹿毛 | Wishing Well                   | Mountain Flower                |                       |
| 父 ディープインパクト 2002 鹿毛 | 父の母*ウインドインハーヘア 1991 鹿毛                | Alzao                          | Lyphard                        | Lyphard               |
| 父 ディープインパクト 2002 鹿毛 | 父の母*ウインドインハーヘア 1991 鹿毛                | Alzao                          | Lady Rebecca                   |                       |
| 父 ディープインパクト 2002 鹿毛 | 父の母*ウインドインハーヘア 1991 鹿毛                | Burghclere                     | Busted                         | Busted                |
| 父 ディープインパクト 2002 鹿毛 | 父の母*ウインドインハーヘア 1991 鹿毛                | Burghclere                     | Highclere                      |                       |
| 母 *モシーン Mosheen 2008 鹿毛  | 母の父Fastnet Rock 2001 鹿毛                         | *デインヒル                    | Danzig                         | Danzig                |
| 母 *モシーン Mosheen 2008 鹿毛  | 母の父Fastnet Rock 2001 鹿毛                         | *デインヒル                    | Razyana                        |                       |
| 母 *モシーン Mosheen 2008 鹿毛  | 母の父Fastnet Rock 2001 鹿毛                         | Piccadilly Circus              | *ロイヤルアカデミーII          | *ロイヤルアカデミーII |
| 母 *モシーン Mosheen 2008 鹿毛  | 母の父Fastnet Rock 2001 鹿毛                         | Piccadilly Circus              | Gatana                         |                       |
| 母 *モシーン Mosheen 2008 鹿毛  | 母の母Sumehra 2002 鹿毛                              | *ストラヴィンスキー            | Nureyev                        | Nureyev               |
| 母 *モシーン Mosheen 2008 鹿毛  | 母の母Sumehra 2002 鹿毛                              | *ストラヴィンスキー            | Fire the Groom                 |                       |
| 母 *モシーン Mosheen 2008 鹿毛  | 母の母Sumehra 2002 鹿毛                              | Miss Priority                  | Kaapstad                       | Kaapstad              |
| 母 *モシーン Mosheen 2008 鹿毛  | 母の母Sumehra 2002 鹿毛                              | Miss Priority                  | Benediction                    |                       |
| 母系(F-No.)                     | 6号族(FN:6-e)                                        | 6号族(FN:6-e)                  | 6号族(FN:6-e)                  | [ § 3 ]               |
| 5代内の近親交配                 | Northern Dancer5×5×5＝9.38％、                       | Northern Dancer5×5×5＝9.38％、 | Northern Dancer5×5×5＝9.38％、 | [ § 4 ]               |
| 出典                            | 1. 2. 3. 4.                                          | 1. 2. 3. 4.                    | 1. 2. 3. 4.                    | 1. 2. 3. 4.           |

- 半弟ダノンエアズロック（父モーリス）は2024年プリンシパルステークス（L）勝ち馬。
- ファミリーラインには香港チャンピオンマイラーのラッキーオーナーズやオーストラリアの年度代表馬のマイトアンドパワーなどがいる[20]。